# Zoo de Lourosa
Zoo de Lourosa ou Parque Ornitológico Municipal é um Zoo exclusivamente dedicado a aves, localizado em Lourosa, Santa Maria da Feira. É o único parque zoológico do país que se dedica exclusivamente a aves. Com uma coleção de 500 animais de 150 espécies diferentes, distribuídos por 80 habitats, é um espaço que apela à educação ambiental, à conservação das espécies e da biodiversidade.

## História
Criado em 1990 e adquirido em Setembro de 2000, pela Câmara Municipal de Santa Maria da Feira, no sentido de serem cumpridas as normas comunitárias relativas à exposição de animais em público. A partir desta data foi adoptado como logótipo do Zoo o Casuar.
Desde março de 2001 que é gerido pela Feira Viva, Cultura e Desporto, e.m.